# Équipe de France masculine de handball au Championnat d'Europe 2006
L'équipe de France masculine de handball participe à ses 7e Championnats d'Europe lors de cette édition 2006 qui se tient en Suisse du 26 janvier au 5 février 2006.
Malgré une défaite face à l'Espagne 26 à 29 lors du tour préliminaire, les Bleus remportent leurs trois matchs du tour principal et se qualifient pour les demi-finales. Opposée à la Croatie, championne olympique, la France maîtrise son match grâce notamment aux 10 buts de Michaël Guigou et aux nombreux arrêts de Thierry Omeyer : victorieux 29 à 23, les Bleus sont enfin assurés de remporter leur première médaille à un Euro. En finale, ils retrouvent les Espagnols, champions du monde en titre. Menant de quatre buts à la pause (17-13), Nikola Karabatic (11 buts) et Thierry Omeyer (MVP du match et meilleur gardien de la compétition) font la différence lors des vingt dernières minutes pour s'imposer nettement 31 à 23 et couvrir d'or cette première médaille Européenne.
Cette victoire marque le début de la domination de l'équipe de France sur le handball international.

## Présentation

### Qualification
La France doit passer par les barrages pour obtenir sa qualification.
Opposés à l'Israël, les Bleus se qualifient facilement en remportant ses deux matchs, 35 à 18 en Israël puis 29 à 18 en France.

### Matchs de préparation
Après avoir battu la Pologne à Beauvais le 5 janvier (28 à 22) et le Portugal à Dreux le 6 janvier (29 à 21), les Français se sont offert la finale du 30e Challenge Marrane à la Halle Carpentier à Paris face à la Tunisie le 8 janvier (26 à 21). Les Bleus ont ensuite à nouveau battu la formation polonaise à Besançon le 10 janvier (32 à 27) :
- Jeudi 5 janvier 2006 à Beauvais : France bat Pologne : 28-22 (14-11)
  - Buteurs : Fernandez (3/4), Dinart, G. Gille, Narcisse (5/12), Girault (7/9 dt 2/2 penalties), Karabatic (5/9 dt 0/1 penalty), Kempe (3/4), Abati (4/6 dt 2/2 penalties), Abalo, Sorhaindo, Guigou, Bosquet (1/4).
  - Gardiens : Omeyer (30 min, 9 arrêts), Ploquin (30 min, 10 arrêts)
- Vendredi 6 janvier 2006 à Dreux : France bat Portugal : 29-21 (14-09)
  - Buteurs : Fernandez (7/9), Dinart (2/3), Krantz (2/5), G. Gille (1/1), Narcisse (1/2), Mongin, Karabatic, Kempe (2/2), Zuniga (1/2), Abati (4/4 dt 3/3 penalties), Sorhaindo, Guigou (3/5 dt 1/1 penalty), Busselier (0/2), Bosquet (6/10)
  - Gardiens : Ploquin (30 min, 5 arrêts), Karaboué (30 min, 14 arrêts)
- Dimanche 8 janvier 2006 à Paris : France bat Tunisie : 26-21 (10-11)
  - Buteurs : Fernandez (2/5), Dinart, Krantz (0/1), G. Gille (0/2), Narcisse (6/9), Mongin, Girault (2/3 dt 1 / 2 penalties), Karabatic (3/7), Kempe (0/1), Abati (4/6 dt 2/2 penalties), Abalo (1/ 2), Sorhaindo (1/1), Guigou (6/7 dt 3/3 penalties), Bosquet (1/3).
  - Gardiens : Karaboué, Omeyer (60 min, 16 arrêts)
- Mardi 10 janvier 2006 à Besançon : France bat Pologne : 32-27 (18-14)
  - Buteurs : Fernandez, Dinart, Krantz (0/1), G. Gille (1/3), B. Gille (3/3), Narcisse (5/5), Mongin, Girault (3/5 dt 1/1 penalty), Karabatic (5/7 dt 2/2 penalties), Kempe (3/3), Abati (3/5 dt 1/2 penalty), Abalo (4/10), Guigou (2/3 dt 2/2 penalties), Bosquet (3/5).
  - Gardiens : Karaboué (30 min, 7 arrêts), Omeyer (30 min, 9 arrêts)

La France s'est ensuite envolée pour l'Islande le mardi 17 janvier avec une victoire le 19 janvier à Reykjavik (31 à 27) et une seconde le 21 janvier à Asvellir (36 à 30)
- Jeudi 19 janvier 2006 à Reykjavik : France bat Islande 31-27 (13-12)
  - Arbitres : MM Hansen et Gjeding (Danemark), 2500 Spectateurs
  - Buteurs France : Guigou (10/11 dont 3/3 pen.), Fernandez (6/8), Abati (5/9 dont 1/2 pen.), Abalo (3/6), Karabatic (3/8), G. Gille (2/2), Dinart (1/1), B. Gille (1/3), Narcisse (0/1
  - Gardiens France : Karaboué (30 min, arrêts dont 0/2 pen.), Omeyer (30 min, 9 arrêts dont 0/2 pen.)
  - Buteurs Islande : G. Sigurdsson (9/13 dont 2/2 pen.), Holmgeirsson (4/9), Gunnarsson (3/3), Stefansson (3/7 dont 2/2 pen.), Petersson (2/3), S. Sigurdsson (2/3), Gudjonsson (2/4), Atlason (2/4)
  - Gardiens Islande : B. Gudmunsson (51' 13 arrêts dont 1/4 pen.), H. Gudmunsson (9' 2 arrêts dont 0/1 pen.)
- Samedi 21 janvier 2006 à Hafnarfjörður : France bat Islande 36-30 (17-12)
  - Gardiens de but France : Ploquin, Omeyer
  - Buteurs France : Fernandez (2), Krantz (2), G. Gille (3), Narcisse (10), Girault (5), Kempe (3), Abati (3), Abalo (5), Guigou (1), Bosquet (2)
  - Gardiens de but Islande : B. Gundmundsson, H. Gundmundsson
  - Buteurs Islande : Svavarsson (1), S. Sigurdsson (4), Atlason (3), G.V. Sigurdsson (6 dont 2 pen.), Gudjonsson (3 dont 2 pen.), Stefansson (4 dont 2 pen.), Holmgeirsson (4), Olafsson (2), Petersson (1), Gunnarsson (2)

Après un ultime stage sur Paris du 23 au 25 janvier 2006, le départ pour la Suisse a lieu le 25 janvier 2006.

### Effectif
Parmi les absents, trois joueurs majeurs ont mis un terme à leur carrière sous le maillot bleu après le Championnat du monde 2005 : le pivot Guéric Kervadec, l'ailier Grégory Anquetil et l'immense Jackson Richardson.
Cédric Burdet a lui dû déclarer forfait à cause d'une fracture de l'index puis d'une contamination par un staphylocoque.
Après le Challenge Marrane, Claude Onesta a décidé de ne pas retenir Christophe Zuniga, qui s’est blessé au coude gauche pendant le challenge Marrane, Laurent Busselier, en raison de la « concurrence logique sur le poste d’ailier gauche avec le capitaine Olivier Girault et Michaël Guigou », et Cédric Sorhaindo, « pas dans le même état de forme qu’à la Super Cup en octobre. ».
Enfin, Sébastien Mongin, qui a participé au stage en Islande, n'est finalement pas retenu sur la liste des 16.

## Résultats

### Tour préliminaire
La France évolue dans le Groupe B  à Bâle :
|   | Équipe    | Pts | J | G | N | P | Bp | Bc  | Diff |
| - | --------- | --- | - | - | - | - | -- | --- | ---- |
| 1 | Espagne   | 5   | 3 | 2 | 1 | 0 | 94 | 82  | 12   |
| 2 | France    | 4   | 3 | 2 | 0 | 1 | 88 | 75  | 13   |
| 3 | Allemagne | 3   | 3 | 1 | 1 | 1 | 87 | 84  | 3    |
| 4 | Slovaquie | 0   | 3 | 0 | 0 | 3 | 72 | 100 | -28  |

| Date            | Équipe 1  | Score   | Équipe 2  |
| --------------- | --------- | ------- | --------- |
| 26 janvier 2006 | France    | 35 - 21 | Slovaquie |
| 28 janvier 2006 | Espagne   | 29 - 26 | France    |
| 29 janvier 2006 | Allemagne | 25 - 27 | France    |

| 26 janvier 2006 18h00 | France       | 35–21   | Slovaquie     | Halle Saint-Jacques, Bâle Affluence : 4 800 Arbitrage : Arnaldsson, Viðarsson |
| 26 janvier 2006 18h00 | Joël Abati 6 | (19–9)  | trois joueurs | Halle Saint-Jacques, Bâle Affluence : 4 800 Arbitrage : Arnaldsson, Viðarsson |
| 26 janvier 2006 18h00 | ×3 ×2        | Rapport | ×3 ×4         | Halle Saint-Jacques, Bâle Affluence : 4 800 Arbitrage : Arnaldsson, Viðarsson |

| 28 janvier 2006 16h15 | Espagne        | 29–26   | France              | Halle Saint-Jacques, Bâle Affluence : 5 900 Arbitrage : Kékes, Kékes |
| 28 janvier 2006 16h15 | Iker Romero 10 | (17–9)  | Nikola Karabatic 10 | Halle Saint-Jacques, Bâle Affluence : 5 900 Arbitrage : Kékes, Kékes |
| 28 janvier 2006 16h15 | ×3             | Rapport | ×4 ×2               | Halle Saint-Jacques, Bâle Affluence : 5 900 Arbitrage : Kékes, Kékes |

| 29 janvier 2006 15h15 | Allemagne          | 25–27   | France           | Halle Saint-Jacques, Bâle Affluence : 6 600 Arbitrage : Dolejš, Kohout |
| 29 janvier 2006 15h15 | Andrej Klimovets 6 | (11–13) | Michaël Guigou 6 | Halle Saint-Jacques, Bâle Affluence : 6 600 Arbitrage : Dolejš, Kohout |
| 29 janvier 2006 15h15 | ×2 ×4              | Rapport | ×3 ×4            | Halle Saint-Jacques, Bâle Affluence : 6 600 Arbitrage : Dolejš, Kohout |

### Tour principal
|   | Équipe    | Pts | J | G | N | P | Bp  | Bc  | Diff |
| - | --------- | --- | - | - | - | - | --- | --- | ---- |
| 1 | Espagne   | 9   | 5 | 4 | 1 | 0 | 170 | 144 | 26   |
| 2 | France    | 8   | 5 | 4 | 0 | 1 | 148 | 125 | 23   |
| 3 | Allemagne | 7   | 5 | 3 | 1 | 1 | 160 | 137 | 23   |
| 4 | Slovénie  | 4   | 5 | 2 | 0 | 3 | 162 | 169 | -7   |
| 5 | Pologne   | 2   | 5 | 1 | 0 | 4 | 132 | 154 | -22  |
| 6 | Ukraine   | 0   | 5 | 0 | 0 | 5 | 126 | 163 | -37  |

| Date             | Équipe 1 | Score   | Équipe 2 |
| ---------------- | -------- | ------- | -------- |
| 31 janvier 2006  | Slovénie | 30 - 34 | France   |
| 1er février 2006 | Pologne  | 21 - 31 | France   |
| 2 février 2006   | Ukraine  | 20 - 30 | France   |

| 31 janvier 2006 17h30 | Slovénie          | 30–34   | France      | Halle Saint-Jacques, Bâle Affluence : 1 900 |
| 31 janvier 2006 17h30 | Miladin Kozlina 8 | (11–20) | Luc Abalo 8 | Halle Saint-Jacques, Bâle Affluence : 1 900 |
| 31 janvier 2006 17h30 | ×3 ×5 ×1          | Rapport | ×3          | Halle Saint-Jacques, Bâle Affluence : 1 900 |

| 1 février 2006 17h45 | Pologne           | 21–31   | France            | Halle Saint-Jacques, Bâle Affluence : 3 000 |
| 1 février 2006 17h45 | Marcin Lijewski 7 | (9–18)  | Olivier Girault 7 | Halle Saint-Jacques, Bâle Affluence : 3 000 |
| 1 février 2006 17h45 | ×3 ×1             | Rapport | ×3 ×1             | Halle Saint-Jacques, Bâle Affluence : 3 000 |

| 2 février 2006 17h45 | Ukraine         | 20–30   | France       | Halle Saint-Jacques, Bâle Affluence : 3 000 |
| 2 février 2006 17h45 | trois joueurs 3 | (10–16) | Joël Abati 7 | Halle Saint-Jacques, Bâle Affluence : 3 000 |
| 2 février 2006 17h45 | ×3 ×4           | Rapport | ×3 ×4        | Halle Saint-Jacques, Bâle Affluence : 3 000 |

### Demi-finale
| 4 février 2006 14 h 15 | France            | 29 - 23         | Croatie         | Hallenstadion, Zurich Affluence : 11 300 Arbitrage : Peter Hansson, Peter Olsson |
| 4 février 2006 14 h 15 | Michaël Guigou 10 | (12 - 10)       | Mirza Džomba 10 | Hallenstadion, Zurich Affluence : 11 300 Arbitrage : Peter Hansson, Peter Olsson |
| 4 février 2006 14 h 15 | ×3 ×6             | EHF Hand action | ×3 ×5           | Hallenstadion, Zurich Affluence : 11 300 Arbitrage : Peter Hansson, Peter Olsson |

- France : Thierry Omeyer (tout le match, 21/43 arrêts), Yohann Ploquin (0/1 pen arrêté) - Jérôme Fernandez (5/9), Didier Dinart, Guillaume Gille (1/2), Bertrand Gille (5/5), Daniel Narcisse (1/1), Olivier Girault (1/1), Nikola Karabatic (3/8), Christophe Kempé, Joël Abati (1/3), Luc Abalo (2/6), Michaël Guigou (10/12 dont 6/6 pen).
- Croatie : Vlado Šola (49 minutes, 7/31 arrêts), Venio Losert (11 minutes, 2/7 arrêts) - Renato Sulić (3/6), Ivano Balić (3/9), Blaženko Lacković (2/9), Igor Vori (1/3), Davor Dominiković, Mirza Džomba (10/12 dont 5/5 pen.), Slavko Goluža, Goran Šprem (1/3), Denis Špoljarić (0/1), Petar Metličić (3/7), Denis Buntić.

#### Finale
| 5 février 2006 16h00 | Espagne         | 23 – 31                                  | France              | Hallenstadion, Zurich Affluence : 11 400 Arbitrage : Valentyn Vakula, Aleksandr Liudovyk |
| 5 février 2006 16h00 | Juanín García 6 | (13-17)                                  | Nikola Karabatic 11 | Hallenstadion, Zurich Affluence : 11 400 Arbitrage : Valentyn Vakula, Aleksandr Liudovyk |
| 5 février 2006 16h00 | ×3              | Feuille de match Rapport EHF Hand action | ×3 ×1               | Hallenstadion, Zurich Affluence : 11 400 Arbitrage : Valentyn Vakula, Aleksandr Liudovyk |

| Espagne                            |     |                       |                |                           |             |
| 16                                 | GB  | David Barrufet        | 5/13           |                           | 15 min 32 s |
| 01                                 | GB  | José Javier Hombrados | 12/35          |                           | 44 min 28 s |
| 02                                 | ARG | Alberto Entrerríos    | 2/7            |                           | 47 min 22 s |
| 03                                 | P   | Rolando Uríos         | 4/5            |                           | 25 min 10 s |
| 04                                 | ALD | Albert Rocas          | 4/7            |                           | 48 min 58 s |
| 06                                 | P   | Rubén Garabaya        | 0/0            | Suspension                | 32 min 27 s |
| 08                                 | ARD | Ion Belaustegui       | 1/2            |                           | 20 min 22 s |
| 10                                 | ARG | Julio Fis             | 0/1            |                           | 02 min 36 s |
| 14                                 | DEF | Juancho Pérez         | 0/0            | Carton jaune · Suspension | 17 min 09 s |
| 15                                 | ALG | David Davis           | 0/1            |                           | 19 min 10 s |
| 17                                 | ALG | Juanín García         | 6/8            | Carton jaune              | 50 min 39 s |
| 18                                 | ARG | Iker Romero           | 3/8 (2/3 pen.) | Carton jaune              | 26 min 01 s |
| 19                                 | ARD | Mariano Ortega        | 2/4            | Suspension                | 47 min 28 s |
| 20                                 | DC  | Chema Rodríguez       | 1/3            |                           | 32 min 38 s |
| Sélectionneur : Juan Carlos Pastor |     |                       |                |                           |             |

|        | Statistiques   |        |
| ------ | -------------- | ------ |
| 23/46  | Buts marqués   | 31/56  |
| 50,0 % | % réussite     | 55,4 % |
| 2/3    | Jets de 7 m    | 1/3    |
| 3      | Cartons jaunes | 3      |
| 6 min  | Suspensions    | 6 min  |
| 0      | Cartons rouges | 1      |
| 17/48  | Arrêts         | 13/36  |
| 35,4 % | % d'arrêts     | 36,1 % |

| France                        |     |                   |                 |                           |             |
| 16                            | GB  | Thierry Omeyer    | 13/34           |                           | 56 min 00 s |
| 01                            | GB  | Yohann Ploquin    | 0/2             |                           | 04 min 00 s |
| 02                            | ARG | Jérôme Fernandez  | 2/6             |                           | 36 min 44 s |
| 03                            | DEF | Didier Dinart     | 0/0             |                           | 29 min 00 s |
| 05                            | DC  | Guillaume Gille   | 1/2             | Suspension · Carton rouge | 28 min 10 s |
| 06                            | P   | Bertrand Gille    | 2/4             | Carton jaune · Suspension | 49 min 17 s |
| 08                            | ARG | Daniel Narcisse   | 4/8             | Carton jaune              | 15 min 22 s |
| 11                            | ALG | Olivier Girault   | 0/0             |                           | 04 min 13 s |
| 13                            | ARG | Nikola Karabatic  | 11/14           |                           | 57 min 08 s |
| 14                            | P   | Christophe Kempé  | 2/2             |                           | 06 min 31 s |
| 18                            | ARD | Joël Abati        | 6/13 (1/2 pen.) | Carton jaune              | 56 min 00 s |
| 19                            | ALD | Luc Abalo         | 1/4             |                           | 20 min 06 s |
| 21                            | ALG | Michaël Guigou    | 2/3 (0/1 pen.)  | Suspension                | 55 min 37 s |
| 23                            | ARD | Sébastien Bosquet | 0/0             |                           | 01 min 05 s |
| Sélectionneur : Claude Onesta |     |                   |                 |                           |             |

## Statistiques

### Récompenses
Un seul joueur français est désigné dans l'équipe-type de la compétition, :
- Meilleur gardien de but : Thierry Omeyer.

### Buteurs
Un seul joueur français termine parmi les 10 meilleurs buteurs de la compétition, puisqu'avec 40 buts marqués, Nikola Karabatic termine 6e meilleur buteur de la compétition.
Les statistiques détaillées de l'équipe de France sont :
| Rang  | Joueur            | Tot. | Tirs | %      | Ch.   | 7m    | MJ | Moy. | Pass. | Carton jaune | Suspension | Carton rouge | Temps de jeu    |
| ----- | ----------------- | ---- | ---- | ------ | ----- | ----- | -- | ---- | ----- | ------------ | ---------- | ------------ | --------------- |
| 1     | Nikola Karabatic  | 40   | 72   | 55,6 % | 40/71 | 0/1   | 8  | 5,0  | 14    | 5            | 4          | 0            | 6 h 18 min 5 s  |
| 2     | Joël Abati        | 32   | 55   | 58,2 % | 27/45 | 5/10  | 8  | 4,0  | 15    | 3            | 5          | 0            | 6 h 37 min 55 s |
| 3     | Jérôme Fernandez  | 32   | 59   | 54,2 % | 30/57 | 2/2   | 8  | 4,0  | 8     | 1            | 2          | 0            | 4 h 24 min 4 s  |
| 4     | Michaël Guigou    | 27   | 39   | 69,2 % | 15/24 | 12/15 | 7  | 3,9  | 7     | 1            | 1          | 0            | 4 h 42 min 1 s  |
| 5     | Luc Abalo         | 23   | 45   | 51,1 % | 23/45 | /     | 8  | 2,9  | 5     | 1            | 1          | 0            | 4 h 53 min 34 s |
| 6     | Bertrand Gille    | 22   | 34   | 64,7 % | 22/34 | /     | 8  | 2,8  | 10    | 3            | 6          | 0            | 5 h 39 min 37 s |
| 7     | Daniel Narcisse   | 18   | 33   | 54,5 % | 18/33 | /     | 8  | 2,3  | 6     | 3            | 0          | 0            | 1 h 51 min 0 s  |
| 8     | Guillaume Gille   | 14   | 27   | 51,9 % | 14/27 | /     | 8  | 1,8  | 16    | 2            | 3          | 1            | 3 h 45 min 42 s |
| 9     | Olivier Girault   | 14   | 22   | 63,6 % | 11/17 | 3/5   | 8  | 1,8  | 5     | 1            | 1          | 0            | 3 h 27 min 21 s |
| 10    | Sébastien Bosquet | 8    | 22   | 36,4 % | 8/22  | /     | 8  | 1,0  | 2     | 0            | 0          | 0            | 1 h 0 min 17 s  |
| 11    | Christophe Kempé  | 7    | 9    | 77,8 % | 7/9   | /     | 8  | 0,9  | 1     | 0            | 0          | 0            | 1 h 34 min 49 s |
| 12    | Didier Dinart     | 6    | 9    | 66,7 % | 6/9   | /     | 8  | 0,8  | 3     | 3            | 2          | 0            | 3 h 37 min 32 s |
| 13    | Geoffroy Krantz   | 0    | 0    | -      | 0/0   | /     | 1  | 0    | 0     | 0            | 0          | 0            | 0 h 8 min 3 s   |
| Total | Total             | 243  | 426  | 57 %   | 221   | 22/33 | 8  | 30,4 | 95    | 27           | 25         | 1            | 8 h 0 min 0 s   |

1. ↑  Dont 2 passes décisives pour Thierry Omeyer et 1 passe décisive pour Yohann Ploquin.
2. ↑  Dont 4 cartons jaunes pour le banc de touche.

### Gardiens de but
Élu meilleur gardien, Thierry Omeyer est le gardien qui a fait le plus d'arrêts (99) dans la compétition et qui possède la meilleure moyenne d'arrêts par match (12,4).
Avec 45,9 % d’arrêts, Yohann Ploquin est lui le meilleur gardien de la compétition en pourcentage d'arrêts.
Les statistiques détaillées sont :
| Rang | Joueur         | %      | Arrêts | Tirs | MJ | Moy. | 7m   | Temps de jeu    |
| ---- | -------------- | ------ | ------ | ---- | -- | ---- | ---- | --------------- |
| 1    | Thierry Omeyer | 38,4 % | 99     | 258  | 8  | 12,4 | 2/19 | 6 h 36 min 47 s |
| 2    | Yohann Ploquin | 45,9 % | 28     | 61   | 8  | 3,5  | 2/7  | 1 h 23 min 13 s |

Remarque : Daouda Karaboué apparait dans la liste des médaillés bien qu'il n'a jamais été aligné sur une feuille de match.